# Третьяков, Олег Александрович
Третьяков Олег Александрович (род. 5 июля 1966, г. Лиепая) — журналист, с 1993 по 2011 гг. — главный редактор газеты Деловой Петербург, член Общественной палаты РФ, член Всемирной газетной ассоциации (WAN).

## Биография
Олег Третьяков родился 5 июля 1966 года в г. Лиепая Латвийской ССР.

В 1993 году окончил факультет журналистики Ленинградского государственного университета им. А. А. Жданова.
Женат, имеет троих детей.

## Карьера
Работал на Балтийском заводе.
С 1989 года работал в газетах «Смена», «На страже Родины», «Невское время». Сотрудничал с ТАСС.
В 1991—1992 гг. — заведующий бюро РИА «Новости».
С 1993 года — главный редактор газеты «Деловой Петербург». С 2006 года — директор по региональному развитию ЗАО «Бонниер Бизнес Пресс».

Избирался президентом Лиги журналистов Санкт-Петербурга.
Избирался членом Общественной палаты РФ (2005), руководил подкомиссией по журналистской этике.

С июня 2007 г. по сентябрь 2011 года — главный редактор газеты «Деловой Петербург».
в январе 2010 г. избран Президентом Альянса независимых региональных издателей.
С сентября 2011 г. по 2012 год возглавлял медиа-холдинг «Ragrad Video».
Летом 2012 года Олег Третьяков покинул «Ragrad Video».
В марте 2013 года возглавил журнал «Эксперт Северо-Запад».
В апреле 2016 года стал экспертом бизнес-школы «Вверх».
В марте 2019 года вместе с генеральным директором «Агентства Бизнес Новостей» Алексеем Дементьевым стал создателем объединения петербургских интернет-сми «Медиасиндикат» https://spbsj.ru/spb/v-pietierburghie-poiavilsia

## Награды
- Медаль «В память 300-летия Санкт-Петербурга» (2003).

## Интересные факты
2007 г. вышла книга Олега Третьякова «Моя стратегия успешной газеты. Самоучитель главного редактора»